# Центральна збагачувальна фабрика «Курахівська»
Центральна збагачувальна фабрика «Курахівська» — збудована за проєктом інституту «Дніпродіпрошахт» та французької фірми ПІК з оснащенням технологічним устаткуванням останньої. Стала до ладу 1963 року.
Призначена, за проєктом, для збагачення довгополум'яного енергетичного вугілля. Проєктна потужність — 1900 тис. тонн на рік. Технологічна схема передбачала збагачення вугілля крупністю понад 13 мм у важкосередовищному сепараторі «Дрюбой» і відвантаження отримуваного концентрату разом з незбагаченим відсівом 0—13 мм. Згодом для часткового збагачення дрібного класу встановили одноступінчасту відсаджувальну машину, а для ефективного видалення мулів і регенерації оборотної води застосовано флотацію. Певний час фабрика використовувалася для збагачення антрациту з випуском концентрату для виробництва термоантрациту. У 90-ті роки переведена на збагачення енергетичного газового вугілля, що видобувається шахтами Павлоградського регіону.
Місцезнаходження: селище Курахівка, Донецька обл., залізнична станція Курахівка.